# Хроника текущих событий (журнал)

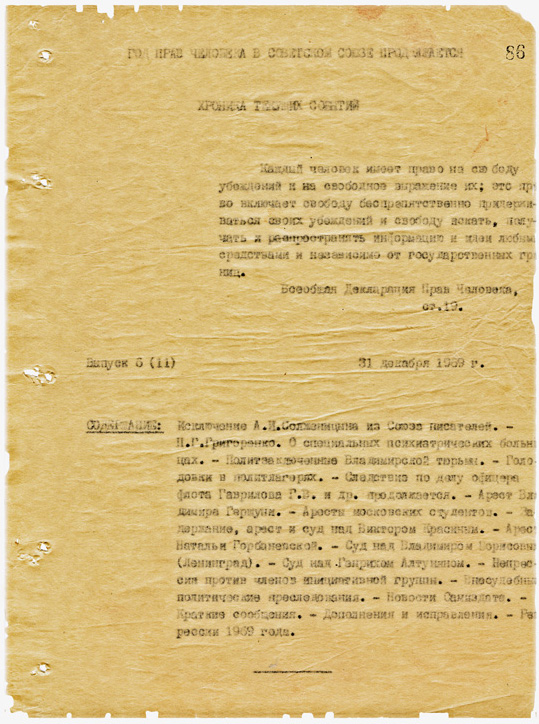
Титульна сторінка п'ятого випуску

«Хро́ника теку́щих собы́тий» — перший в СРСР російськомовний неперіодичний непідцензурний правозахисний журнал Самвидаву, що почав видаватися в СРСР у 1968–1983 роках.
«Хроника текущих событий» документувала репресії проти членів Руху опору, зокрема публікувала матеріали про тюрми і концтабори в СРСР, перебіг політичних процесів. Чимало інформації стосувалося репресій в Україні й українських політичних в'язнів в 1960-70-их pp.

## Історія
Перший бюлетень був складений Наталею Горбаневською і випущений 30 квітня 1968 року, виходив протягом 15 років — з 1968 по 1983 рр..; за цей час вийшло 63 випуски «Хроніки».
Редактори зазнавали репресій.
Н. Горбаневська (до арешту в грудні 1969) одноосібно підготувала 11 номерів. У наступні роки «випусковими редакторами» були А. Якобсон, С. Ковальов, Г. Суперфін, Т. Великанова, О. Лавут, Ю. Шиханович.
За 15 років існування позацензурного видання було підготовлено і розповсюджено 64 числа (крім 59-го номера, тому що його матеріали були вилучені органами Комітету державної безпеки СРСР у лютому 1981 під час обшуку в квартирі одного з упорядників Л.Вуля). Останній випуск «Х.т.с.» датований 30 червня 1982, але фактично підготовлений 1983. Восени 1983 була завершена робота над 65 випуском «Х.т.с.», проте його не було оприлюднено у зв'язку з арештом редактора Ю.Шихановича.
Перші випуски «Х.т.с.» налічували від 10 до 20 сторінок тонкого паперу компактного машинопису (згодом об'єм видання інколи досягав 100—150 сторінок) та включали постійні тематичні рубрики: «Арешти, обшуки, допити», «Позасудові переслідування», «В тюрмах та таборах», «Новини самвидаву» та ін.
Інформаційний бюлетень, в якому висвітлювалися факти політичних переслідувань в СРСР, розповсюджувався у вигляді самвидаву по всій країні. У 1960—70-х з «Х.т.с.» співпрацювали відомі українські правозахисники Л.Плющ, Г.Алтунян. Із 1974 28-й випуск та всі наступні номери бюлетеня по мірі надходження передруковувалися в Нью-Йорку (США) у видавництві «Chronika Press», створеному емігрантом із СРСР В.Чалідзе (перші 27 випусків «Х.т.с.» були зібрані та перевидані 1979 в Амстердамі (Нідерланди) «Фондом імені Герцена»). Наприкінці 1983 на Заході було опубліковано останній 64-й випуск «Х.т.с.»
Починаючи з 1970-х рр., надруковані за кордоном випуски «Х.т.с.» нелегально ввозилися до СРСР.

## Зв'язок з Україною
«Український вісник» (ч. 5) критикував «Хронику текущих событий» за її «всесоюзні» позиції і брак виразного підкреслення національного характеру руху спротиву. На заході організація «Міжнародна амнестія» передруковує «Хроніку текущих событий» в оригіналі, англійською та іншими мовами.
«Х.т.с.» є цінним джерелом з історії дисидентського руху в СРСР, в якому міститься інформація про порушення прав людини в СРСР, форми і методи протидії тоталітарному режиму в національних республіках, у тому числі і в УРСР, численні акції кримськотатарського національного руху за повернення в Крим, становище українських політичних в'язнів у місцях ув'язнення.